# Józef Batory

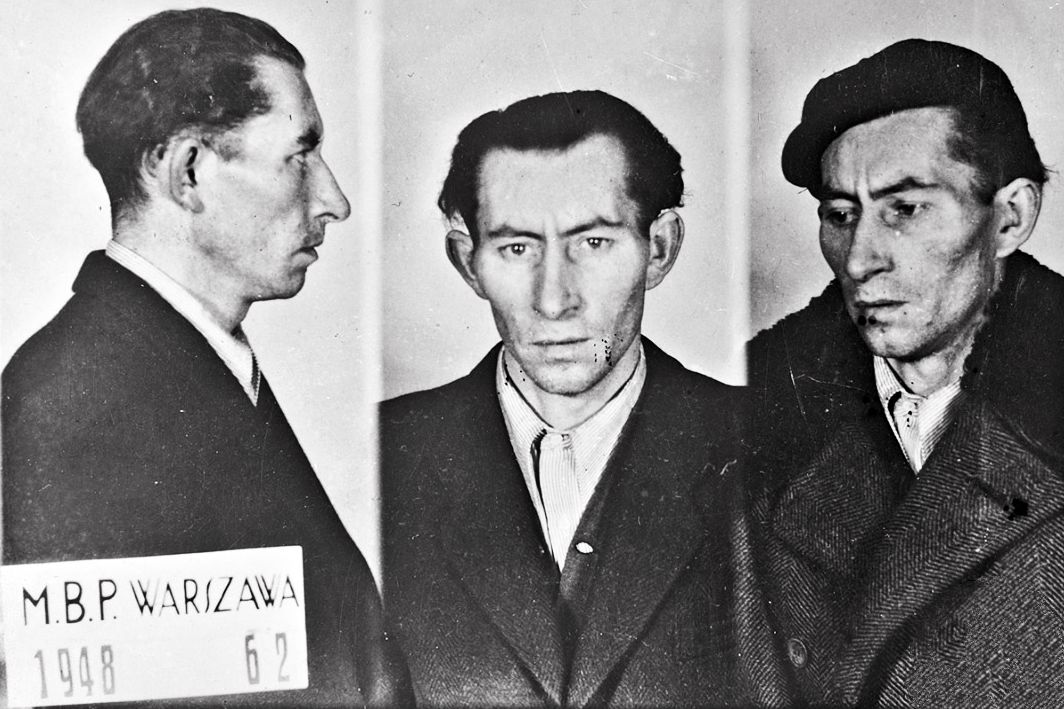
Józef Batory po aresztowaniu przez MBP 1947

Józef Batory, ps. Argus, Wojtek, Orkan, August (ur. 20 lutego 1914 w Weryni, zm. 1 marca 1951 w Warszawie) – kapitan Wojska Polskiego (w 2013 roku awansowany pośmiertnie do stopnia majora), żołnierz ZWZ-AK, szef łączności zewnętrznej IV Zarządu Głównego Zrzeszenia Wolność i Niezawisłość. Aresztowany przez funkcjonariuszy MBP, ofiara mordu sądowego.

## Życiorys

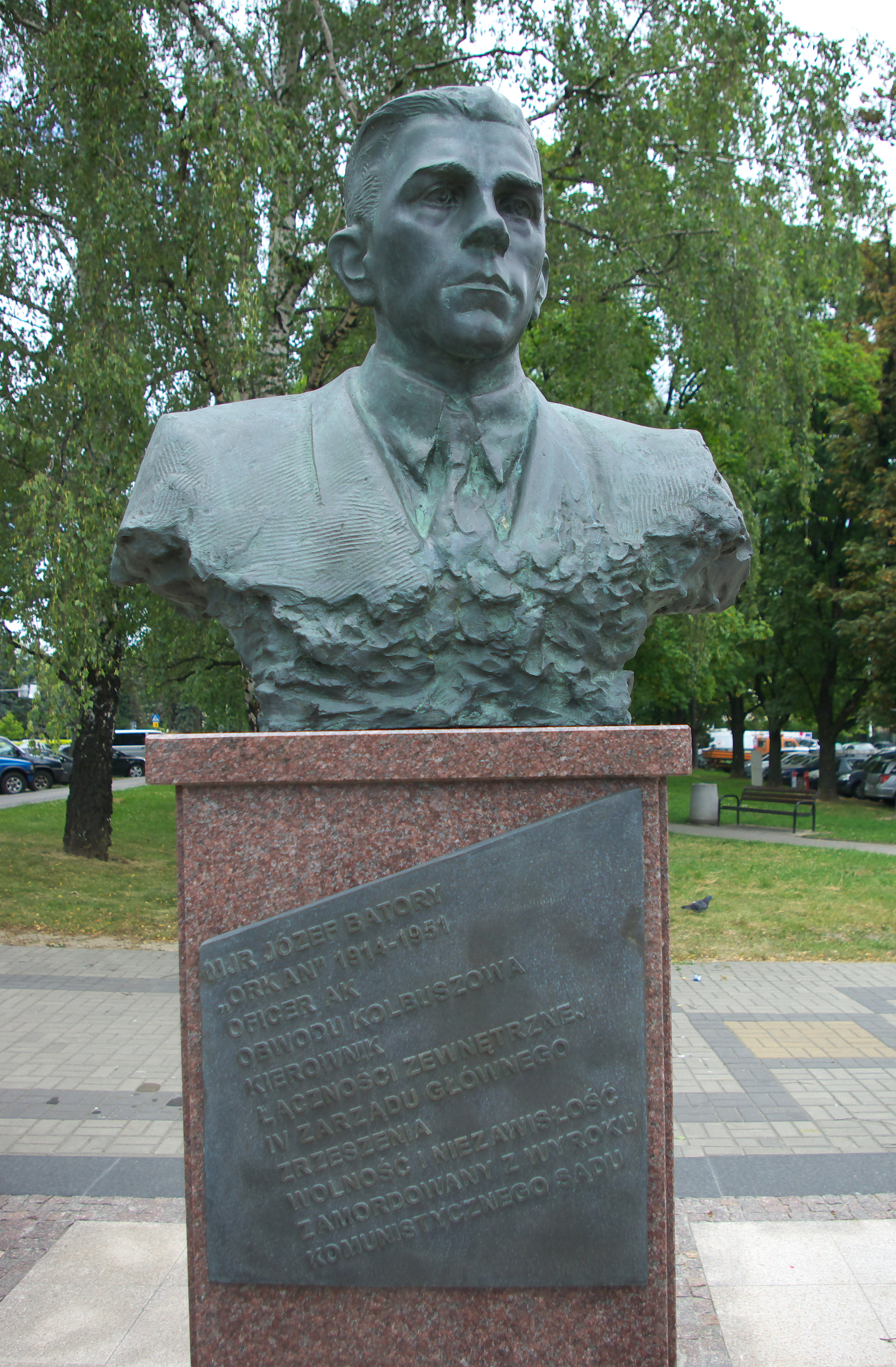
Popiersie Józefa Batorego w ramach Pomnika Żołnierzy Wyklętych w Rzeszowie

Pochodził z rodziny rolniczej, był synem Jana, aktywnego w Stronnictwie Ludowym, oraz Petroneli z Wilków. Maturę zdał w Prywatnym Koedukacyjnym Gimnazjum w Kolbuszowej, w roku 1937 rozpoczął studia na Wydziale Prawa Uniwersytetu Jagiellońskiego. W stopniu podporucznika ukończył Kurs Podchorążych Rezerwy Piechoty w 22 Dywizji Piechoty Górskiej. W kampanii wrześniowej 1939 roku walczył w szeregach 2 psp.
W czasie okupacji niemieckiej w konspiracji ZWZ-AK. Oficer łączności, a w latach 1942–1944 adiutant Komendy Obwodu AK Kolbuszowa. Jesienią 1944 roku przeniesiony do Obwodu AK Rzeszów, gdzie był adiutantem komendanta Obwodu, płk. Mieczysława Kawalca (ps. Żbik). Awansowany został do stopnia kapitana. W 1945 roku działał w organizacji „NIE”, a następnie w Delegaturze Sił Zbrojnych na Kraj. Nie ujawnił się. Jesienią 1945 roku podjął dalszą działalność konspiracyjną w WiN jako szef łączności Krakowskiego Okręgu WiN, a następnie od października 1945 do sierpnia 1946 roku szef łączności zewnętrznej Obszaru Południowego WiN, szef kancelarii i archiwum tego Obszaru. Od sierpnia 1946 do grudnia 1947 roku kierował łącznością zewnętrzną IV Zarządu Głównego WiN. Posługiwał się dowodem tożsamości i legitymacją członkowską PPS na nazwisko „Józef Borzęcki” i „Jan Dul”. Od jesieni 1945 do końca 1947 roku był stałym łącznikiem WiN-u z prymasem Hlondem. Aresztowany przez funkcjonariuszy MBP 2 grudnia 1947 roku w Warszawie na ul. Książęcej. Po trzyletnim brutalnym śledztwie prowadzonym pod bezpośrednim nadzorem NKWD, wyrokiem Wojskowego Sądu Rejonowego w Warszawie z 14 października 1950 roku skazany na dwukrotną karę śmierci.
Tak mówił o śledztwie podczas rozprawy IV Prezes WiN (Łukasz Ciepliński):

W czasie śledztwa leżałem skatowany w kałuży własnej krwi. Mój stan psychiczny był w tych warunkach taki, że nie mogłem sobie zdawać sprawy z tego, co pisał oficer śledczy.

Zamordowany strzałem w tył głowy 1 marca 1951 roku w więzieniu mokotowskim, wraz z innymi oficerami, członkami IV zarządu WiN.
17 września 1994 roku w 55. rocznicę agresji ZSRR na Polskę odbył się jego symboliczny pogrzeb na cmentarzu w Kolbuszowej. Uroczystość poświęcono też jego młodszemu bratu Augustowi (ur. 1919), poległemu jako żołnierz Armii Krajowej w czasie akcji Burza 27 sierpnia 1944 roku. Inny z braci Batorych Stefan (ur. 1921) za przynależność do AK wywieziony został do łagrów w Stalinogorsku.

## Odznaczenia
1 marca 2010 roku, wraz z trójką innych „żołnierzy wyklętych” straconych tego samego dnia co on, Franciszkiem Błażejem, Mieczysławem Kawalcem i Adamem Lazarowiczem, został pośmiertnie odznaczony przez Prezydenta RP Lecha Kaczyńskiego za wybitne zasługi dla niepodległości Rzeczypospolitej Polskiej Krzyżem Wielkim Orderu Odrodzenia Polski.

## Upamiętnienie
Uchwałą Rady Miejskiej w Kolbuszowej z 23 lutego 2012 roku imieniem Józefa Batorego nazwano rondo w Kolbuszowej Dolnej.
W dniu 1 marca 2013 roku z okazji obchodów Narodowego Dnia Pamięci Żołnierzy Wyklętych Minister Obrony Narodowej Tomasz Siemoniak awansował go pośmiertnie do stopnia majora.
W ramach odsłoniętego 17 listopada 2013 roku Pomnika Żołnierzy Wyklętych w Rzeszowie zostało ustawione popiersie Józefa Batorego.
21 czerwca 2021 roku odsłonięto powstały na ścianie szkoły podstawowej w Weryni mural poświęcony Józefowi Batoremu. Autorem dzieła jest Arkadiusz Andrejkow.